# Гірчак земноводний
{{#ifeq:0|0|{{#if:|{{#if:Persicariaamphibia|[[]}}|}}}}
Гірчак земноводний (Persicaria amphibia (L.) Delarbre, синонім — Polygonum amphibium L.) — трав'яниста рослина з родини гречкових.

## Морфологія

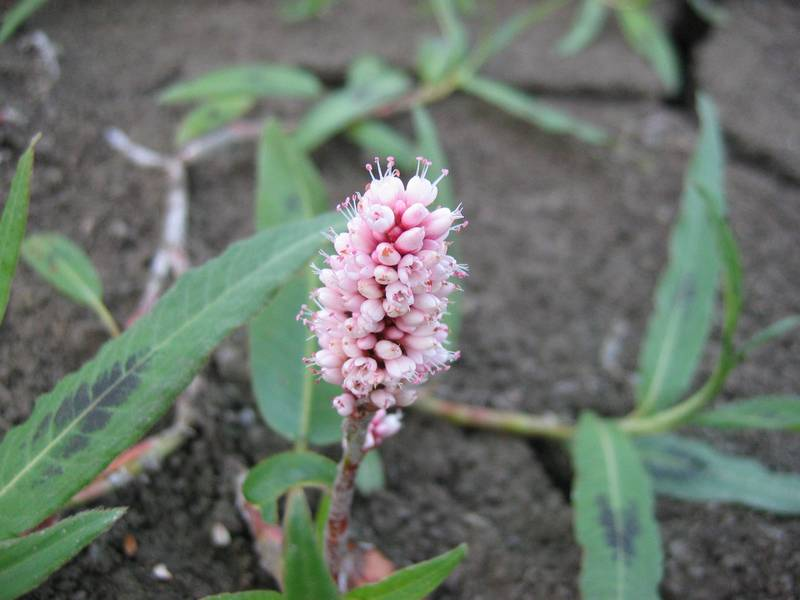
Гірчак земноводний, квітка

Багаторічна рослина. Кореневище повзуче, гіллясте, у вузлах вкорінюється. Стебло висотою 50-150 см, пряме, просте, прижато-жорстковолосисте, гіллясте, у водної форми (var. natans Leyss) сильно подовжене, гнучке. Листя у сухопутної форми довгасто-ланцетні, майже сидячі, притиснуто-волосисті, у водної — блискучі, з довгими черешками, довгасті, з округлою або серцеподібною основою. Квітки зібрані в щільні колосся на кінці стебла або на кінцях його гілок; Оцвітина яскраво-рожева або біла. Плід — чорний, блискучий горішок, опуклий з обох сторін. Цвіте у червні — вересні. Плоди дозрівають у серпні — вересні.

## Екологія

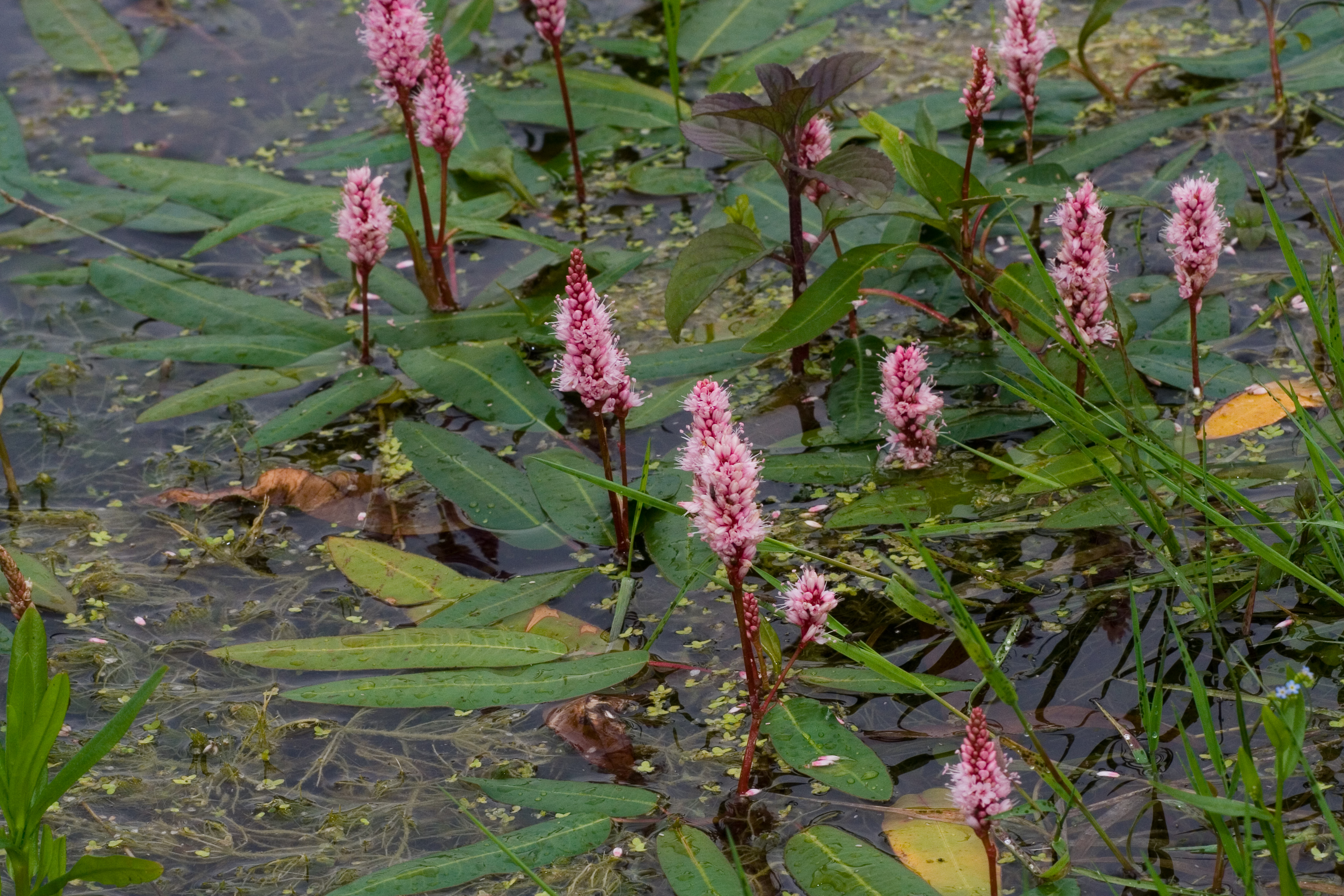
Гірчак земноводний (водна форма)

Сухопутна форма виростає на піщаних і глинястих берегах, прирічкових луках, водна форма — у повільно текучих або стоячих водах, у заплавах річок, у старицях, озерах, ставках.

## Розповсюдження
- Африка
  - Північна Африка: Алжир; Туніс
  - Південна Африка: Лесото; Південно-Африканська Республіка: Вільна держава, Трансвааль
- Помірна Азія
  - Кавказ: Вірменія; Азербайджан; Грузія; Російська Федерація — Передкавказзя
  - Китай: Аньхой, Ґаньсу, Ґуйчжоу, Хебей, Хейлунцзян, Хенань, Хубей, Хунань, Цзянсу, Цзілінь, Ляонін, Внутрішня Монголія, Нінся, Цінхай, Шеньсі, Шаньдун, Шаньсі, Сичуань, Синьцзян, Тибетський автономний район, Юньнань
  - Східна Азія: Японія — Хоккайдо, Хонсю; Корея
  - Середня Азія: Казахстан; Киргизстан; Таджикистан; Туркменістан; Узбекистан
  - Монголія
  - Далекий Схід Росії
  - Сибір: Алтайський край; Східний Сибір; Західний Сибір
  - Західна Азія: Афганістан; Іран; Ліван; Сирія
- Тропічна Азія
  - Індійський субконтинент: Бутан; Індія; Непал; Пакистан
- Європа
  - Східна Європа: Білорусь; Молдова; Російська Федерація — європейська частина; Україна
  - Середня Європа: Австрія; Бельгія; Чехія; Німеччина; Угорщина; Нідерланди; Польща; Словаччина; Швейцарія
  - Північна Європа: Данія; Фарерські острови; Фінляндія; Ісландія; Ірландія; Норвегія; Швеція; Об'єднане Королівство
  - Південно-Східна Європа: Албанія; Боснія і Герцеговина; Болгарія; Хорватія; Греція; Італія; Північна Македонія; Чорногорія; Румунія; Сербія; Словенія
  - Південно-Західна Європа: Франція; Португалія; Іспанія
- Північна Америка
  - Східна Канада: Квебек, Нова Шотландія, Онтаріо, Острів Принца Едварда, Нью-Брансвік, Ньюфаундленд; Сен-П'єр і Мікелон
  - США — Іллінойс, Айова, Канзас, Міннесота, Міссурі, Небраска, Північна Дакота, Оклахома, Південна Дакота, Вісконсин, Коннектикут, Індіана, Мен, Массачусетс, Мічиган, Нью-Гемпшир, Нью-Джерсі, Нью-Йорк, Огайо, Пенсільванія, Род-Айленд, Вермонт, Західна Вірджинія, Колорадо, Айдахо, Монтана, Орегон, Вашингтон, Вайомінг, Нью-Мексико, Техас, Арканзас, Делавер, Кентуккі, Луїзіана, Меріленд, Міссісіпі, Північна Кароліна, Південна Кароліна, Теннессі, Вірджинія, Аризона, Каліфорнія, Невада, Юта
  - Субарктична Америка: Канада — Північно-західні території, Юкон; Ґренландія; Аляска
  - Західна Канада: Саскачеван, Альберта, Манітоба, Британська Колумбія

Голарктичний вид. Зустрічається майже по всій території України, крім крайнього півдня.

## Хімічний склад
Рослина містить дубильні речовини (в кореневищах — 18 — 21,7 %, в листках — 5 — 10 %), алкалоїди, аскорбінову кислоту (у листях — до 31 мг%).

## Використання
У народній медицині вживали кореневище і листя. У траві містяться флавоноїди, органічні кислоти і дубильні речовини (5-10%), каротин (16,5%), вітамін C та ефірна олія. Кореневище містить дубильні речовини (близько 20 %), органічні кислоти, пектинові та інші сполуки. Його застосовували як в'яжучий та сечогінний засіб при нирковокам'яній хворобі, подагрі, ревматизмі, як антиневралгічний засіб, при сифілісі, геморої.  Есенцію зі свіжого кореневища застосовують у гомеопатії. 
Насіння — цінний корм для домашньої та дикої водоплавної птиці. Рослину можна використати як декоративну у водоймищах.